# Idélphonse Nizeyimana
Ildéphonse Nizeyimana (nacido el 5 de octubre de 1963) es un soldado ruandés,  condenado por haber participado en el genocidio ruandés por el Tribunal Penal Internacional para Ruanda.
Idelphonse Nizeyimana nació en la prefectura de Gisenyi, Ruanda. Fue el segundo al mando de operaciones militares e inteligencia de la escuela para suboficiales (ESO) en Butare. Tenía el rango de capitán. En esta capacidad, ejerció autoridad sobre los soldados y el personal del campo. Además, Nizeyimana era miembro de "Akazu" (literalmente "la casita"), un término utilizado para designar el círculo de asesores del presidente Juvenal Habyarimana. En esta capacidad, ejerció la autoridad de facto sobre los oficiales y soldados de la ESO.
El 27 de noviembre de 2000, el Tribunal Penal Internacional para Ruanda (TPIR) emitió una acusación contra Nizeyimana, acusándolo de " genocidio, o en la complicidad alternativa en genocidio, incitación directa y pública para cometer genocidio y crímenes contra la humanidad". Específicamente, la acusación alegaba que durante el genocidio, Nizeyimana había "instigado, alentado, facilitado o consentido a la guerrilla Interahamwe el acto de cometer asesinatos, secuestros y la destrucción de propiedad".  Fue descrito como "uno de [los] objetivos más altos" del TPIR.
El 29 de septiembre de 2014, el TPIR confirmó la condena de Nizeyimana por genocidio, crímenes de guerra y crímenes contra la humanidad por su participación personal en los asesinatos, incluido el asesinato de la reina Gicanda. Redujeron su sentencia a 35 años de prisión.